# Élection présidentielle de 2013 en république populaire de Chine
L'élection présidentielle chinoise de 2013 se tient le 14 mars 2013 afin d'élire au suffrage indirect le président de la république populaire de Chine.
Seul candidat, Xi Jinping, est élu président. Li Yuanchao est élu vice-président aux dépens de Liu Yunshan.

## Système électoral
Le Président de la république populaire de Chine est élu pour cinq ans par les députés de l'Assemblée nationale populaire. 

## Candidats
- Xi Jinping, élu secrétaire général du Parti communiste chinois lors du 18e congrès national en 2012.

## Résultats
| Candidat                 | Candidat                 | Parti                    | Voix  | %     |
| ------------------------ | ------------------------ | ------------------------ | ----- | ----- |
|                          | Xi Jinping               | PCC                      | 2 952 | 99,86 |
|                          |                          |                          |       |       |
| Votes valides            | Votes valides            | Votes valides            | 2 952 | 99,86 |
| Votes blancs et nuls     | Votes blancs et nuls     | Votes blancs et nuls     | 4     | 0,14  |
| Total                    | Total                    | Total                    | 2 956 | 100   |
| Abstents                 | Abstents                 | Abstents                 | 24    | 0,81  |
| Inscrits / participation | Inscrits / participation | Inscrits / participation | 2 980 | 99,19 |